# Odonklobb
Odonklobb är en ö i Åland (Finland). Den ligger i Skärgårdshavet och i kommunen Vårdö i landskapet Åland, i den sydvästra delen av landet. Ön ligger omkring 34 kilometer öster om Mariehamn och omkring 250 kilometer väster om Helsingfors.
Öns area är 10,6 hektar och dess största längd är 0,5 kilometer i öst-västlig riktning. Ön höjer sig omkring 10 meter över havsytan.